# Département français d'Amérique
Pour les articles homonymes, voir DFA.

Possessions françaises en Amérique centrale

L'appellation département français d'Amérique (DFA) s'applique aux territoires de la Guadeloupe, de la Guyane et de la Martinique.
L'archipel de Saint-Pierre-et-Miquelon, situé près des côtes canadiennes, fut également un département de 1976 à 1985. L'île Clipperton (non habitée) n'a jamais eu le statut de département.

## Origine de l'appellation
Les trois départements et régions français d'outre-mer (DROM) que sont la Guadeloupe, la Martinique et la Guyane regroupent environ un million d'habitants. Le statut de département français qui leur a été accordé en 1946, leur a permis de sortir de leur condition de colonies et d'accéder à un niveau de vie plus élevé que celui des nombreuses îles-États de la région, comme Sainte-Lucie, Dominique, Saint-Vincent et les Grenadines, Grenade, Trinité-et-Tobago, ou la Barbade, pour la seule partie méridionale de l'arc antillais. Ces îles sont pour la plupart, d'anciennes colonies britanniques ayant accédé à l'indépendance.
Il existe donc trois départements français d'Amérique. L'appartenance américaine leur est commune, mais ils ne sont pas identiques. On compte une île, ancien siège du gouverneur (la Martinique), un archipel (la Guadeloupe, Marie-Galante et les Saintes), et une enclave française en Amérique latine, seul territoire à ne pas constituer un État indépendant sur ce sous-continent, la Guyane.
L'expression « département français d'Amérique » résulte de la loi d'orientation pour l'outre-mer (LOOM) du 13 décembre 2000 qui devait s'appliquer à tous les départements et régions d'outre-mer (DROM) mais dont la Réunion fut exclue du fait de l'amendement Virapoullé signifiant l'attachement des Réunionnais à ce que l'organisation de leur île s'inscrive dans le droit commun français.

## Évolution institutionnelle
La loi d'orientation pour l'outre-mer a impliqué la création de congrès des élus départementaux et régionaux dans les départements français d'Amérique.
Après la modification constitutionnelle du 28 mars 2003, des référendums locaux ont pu être organisés le 7 décembre 2003 en Martinique, en Guadeloupe, à Saint-Martin, à Saint-Barthélemy ainsi qu'en Guyane.
Les résultats des référendums sont mitigés. La Guadeloupe (72,98 % de « non ») et la Martinique (50,48 % de « non ») ont rejeté le projet de réforme institutionnelle préconisant la création d'une collectivité administrée par une assemblée unique se substituant aux départements et régions. En revanche, les deux îles de Saint-Barthélemy (76,17 % de « oui ») et de Saint-Martin (95,51 % de « oui »), ont choisi de devenir des collectivités d'outre-mer à part entière.
Le projet de réforme envisagé pour les départements français d'Amérique est abandonné ou reporté sine die, et les trois principaux DROM d'Amérique restent des collectivités à double représentation exécutive, et sans transfert d'autonomie législative.
Saint-Martin et Saint-Barthélemy deviennent, elles, des collectivités d'outre-mer (« COM ») au sens de l'article 74 de la constitution, et se séparent donc des autres îles du DROM de Guadeloupe. Leur nouveau statut, défini par une loi organique votée au parlement le 21 février 2007, est effectif au second semestre 2007. Bien que passant sous le statut de COM, Saint-Martin a décidé de rester dans l'Union européenne, contrairement aux autres COM (y compris Saint-Barthélemy) qui en sont exclues.

## Deux collectivités territoriales uniques: la Guyane et la Martinique
Pour la Guyane et la Martinique, la Loi no 2011-884 du 27 juillet 2011 relative aux collectivités territoriales de Guyane et de Martinique a prévu la mise en place en mars 2014 d'une collectivité territoriale unique. La Loi no 2013-403 du 17 mai 2013 relative à l'élection des conseillers départementaux, des conseillers municipaux et des conseillers communautaires, et modifiant le calendrier électoral ayant étendu d'un an le mandat des conseils régionaux et départementaux, la mise en place de ces collectivités est repoussée à 2015. Cette mise en place intervient finalement en 2015 au même titre que le renouvellement des régions de l'ensemble du territoire français. 
La Guyane est dotée d'une assemblée de cinquante-et-un conseillers territoriaux appelée assemblée de Guyane. Une commission permanente en est issue. Elle dispose aussi d'un conseil économique, social et environnemental. La Martinique est également dotée d’une assemblée de cinquante-et-un membres, d'un conseil exécutif de neuf membres et d'un conseil économique, social et environnemental. Pour l'essentiel, les dispositions de droit commun applicables aux conseils régionaux régissent le fonctionnement de ces institutions. Sur le plan électoral, chacune des deux nouvelles collectivités constitue une circonscription unique, composée de plusieurs sections dont le nombre est arrêté par décret en Conseil d'État. Un scrutin de liste proportionnel à deux tours à la plus forte moyenne, avec une prime majoritaire de 20 % des sièges à pourvoir, a été retenu.

## Collectivités territoriales françaises d'Amérique
Ces collectivités territoriales à savoir : la Guadeloupe, la Martinique, la Guyane, Saint-Martin et Saint-Barthélémy, sont aussi connues sous le nom de Collectivités territoriales françaises d’Amérique (CTFA).